# Leonor López de Córdoba
Leonor López de Córdoba y Carrillo (Calatayud, 1362 o 1363 - Córdoba, entre el 3 y el 11 de julio de 1430) fue una noble castellana destacada como política por ser valida de Catalina de Lancáster entre 1406 y 1412, cuando ejercía la regencia del reino por su hijo Juan II de Castilla.
Es conocida en la literatura por haber escrito un relato en el que se recogen sus memorias, consideradas una de las primeras autobiografías en lengua castellana.

## Biografía
Nació de paso en Calatayud, en la casa que habitaba en la ciudad el rey Pedro I de Castilla, a quien su padre servía. Fue hija de Martín López de Córdoba, maestre de las órdenes de Calatrava y Alcántara, y mayordomo del rey, y de Sancha Carrillo, sobrina de Alfonso XI de Castilla. No se sabe con exactitud el año de su nacimiento, hecho que tuvo lugar entre finales de 1362 y principios de 1363.
Cuando contaba siete años de edad su padre concertó su matrimonio con Ruy Gutiérrez de Hinestrosa, hijo de Juan Fernández de Hinestrosa, gran privado del rey don Pedro, con el fin de unir el poder de ambas familias petristas. La posición privilegiada de la familia se vio truncada al llegar al trono el rey Enrique II de Castilla, motivo por el que cayeron en desgracia la mayor parte de los familiares. El maestre Martín López de Córdoba fue ajusticiado por orden del rey en la plaza de San Francisco de Sevilla en 1371. Por su parte, Leonor y su marido fueron encarcelados en las Atarazanas Reales de Sevilla, donde permanecieron hasta 1379. Finalmente el rey levantó la condena y embargo de los bienes familiares, y Leonor se trasladó a Córdoba junto a su tía María García Carrillo. A pesar del perdón real, la nobleza continuó considerando ingrata a la familia, a la que hacía sufrir fuertes humillaciones. Una muestra de estos hechos es el relato de sus memorias en el momento en que su hijo Juan enfermó de peste, que terminó falleciendo en 1400:

Yo estaba tan traspasada de pesar, que no podía hablar del corrimiento que aquellos señores me hacían; y el triste de mi hijo dezia "decid a mi señora doña Theresa que no me haga echar, que agora saldrá mi ánima para el cielo". Y aquella noche falleció y se enterró en Santa Maria la Coronada, que es en la villa, porque doña Theresa me tenía mala intención y no savia por qué, y mandó que no lo soterrasen dentro de la villa, y así quando lo llevaban a enterrar fui yo con él, y quando iba por la calle con mi hijo las jentes salían dando alaridos, amancillados de mí, y decían: "Salid, señores, y veréis la más desventurada desamparada e más maldita muger del mundo", con los gritos que los cielos traspasaban, e como los de aquel lugar todos eran crianza y hechura del señor mi padre, y aunque sabían que les pesaba a sus señores, hicieron grande llanto conmigo como si fuera su señora.
Memorias de Leonor

Sin embargo, desde Córdoba y siendo muerto el rey, consiguió el favor de su viuda Catalina de Lancáster, que tenía la regencia de Castilla durante la minoría de edad de su hijo Juan II de Castilla, llegando a ser su camarera mayor y su consejera, privada o valida a modo de Álvaro de Luna o Beltrán de la Cueva, desde el año 1406. La crónica de Juan II evidencia el poder e influencia de doña Leonor, y sostiene que su opinión en los asuntos políticos estaba por encima de la de los grandes nobles, prelados y universitarios de la corte. Esta privanza la permitió además amasar de nuevo una considerable fortuna, con la que fundó un mayorazgo en favor de su hija homónima Leonor.
Su etapa como favorita de la reina terminó violentamente en 1412, con la llegada a la corte de una amiga de Leonor, llamada Inés de Torres, que debilitó la relación entre la reina y su valida, consiguiendo ocupar la posición de esta. También debió instigar en la causa el infante Fernando de Antequera, consciente del poder que Leonor había adquirido en la corte; Leonor le había pedido que intercediera por ella ante la reina, pero esta se negó y amenazó a Leonor para que permaneciera en Córdoba desterrada de la corte, bajo pena de muerte en la hoguera si volvía, retirando a la familia todos los cargos palatinos.
En Córdoba vivió la última etapa de su vida. Tradicionalmente se ha considerado que falleció poco después de ser desterrada de la corte, pero se sabe que otorgó testamento en 1428, falleciendo entre el 3 y el 11 de julio de 1430. Fue enterrada en la capilla de Santo Tomás de Aquino (actual del Rosario) del convento de San Pablo de Córdoba, que ella misma había dotado en 1409 para destinarla a panteón familiar.

## Matrimonio y descendencia
Su padre le concertó matrimonio en 1369 con Ruy Gutiérrez de Hinestrosa, alcalde mayor de Córdoba, hijo de Juan Fernández de Hinestrosa, gran privado del rey Pedro I de Castilla, y de Sancha González de Villegas. Debido a la tierna edad de Leonor, el enlace hubo de retrasarse hasta alcanzar la mayoría, y finalmente el matrimonio se celebró en Carmona (Sevilla) entre 1374 y 1376, durante su cautiverio. Su matrimonio lo recuerda en sus memorias:

Me casó mi padre de siete años con Ruy Gutiérrez de Henestrosa, hijo de Juan Ferrández de Henestrosa, camarero mayor del señor rey don Pedro y su Chanziller mayor del sello de la puridad, y mayordomo mayor de la reyna doña Blanca su muger, el qual casó con doña María de Haro, señora de Haro y los Cameros; y a mi marido quedáronle muchos vienes de su padre y muchos lugares, y alcanzaba treszientos de a cavallo suyos, a quarenta madejas de aljófar, tan grueso como garvanzos, a quinientos moros e moras y dos mill marcos de plata en bajilla; y las joyas y preseas de su casa no las pudieran escrevir en dos pliegos de papel; y esto le cupo del dicho su padre y madre porque otro fijo y heredero non tenían: a mí me dio mi padre veinte mill doblas en casamiento y residíamos en Carmona con las fijas del señor rey don Pedro, mi marido y yo e mis cuñados, maridos de mis hermanas, y un hermano mío que se llamaba don Lope López de Córdoba Carrillo
Memorias de Leonor

Nacieron de este matrimonio cuatro hijos:
1. Juan Fernández de Hinestrosa, primogénito, que murió a los 12 años.
2. Gutierre Ruiz de Hinestrosa.
3. Martín López de Hinestrosa, que primero fue religioso y después abandonó la religión para casar con Beatriz de Quesada, hija de Pedro Díaz de Quesada, señor de Garcíez, de quien tuvo sucesión.
4. Leonor de Hinestrosa, casada con Juan Alonso Pérez de Guzmán y Castilla, el Póstumo, hijo de Juan Alfonso Pérez de Guzmán y Osorio, I conde de Niebla, siendo los progenitores de los condes del Menado.

## Obra
Es autora de un escrito titulado Memorias de Leonor López de Córdoba donde narra los hechos de los que ella y su marido fueron testigos presenciales. El documento original, un relato corto de nueve páginas escrito ante un notario de Córdoba, se custodiaba en el convento de San Pablo, pero se ha perdido. El texto se dio a conocer a partir de una copia que se conserva en la Biblioteca Colombina de Sevilla. Por tanto se trata de una escritura notarial que comienza con la típica fórmula de "sepan cuantos esta escriptura vieren", escrito en primera persona, que aunque ella misma afirma ser autora del texto, la abundancia de términos legales y el tipo de documento inclina a los estudiosos a considerar que fue escrito por el propio notario.
Fue escrito tras su caída en desgracia en la corte, presuntamente como un acto de devoción que pretende mostrar la fuerza de la oración a la Virgen María. Sin embargo, es también una disculpa por su padre y sus propias acciones. Por tanto, lo que empieza como un acto de piedad se convierte en una defensa de su familia que recuerda al lector que es noble tanto por vía paterna como materna.
Aunque es considerada escritora, y se emiten juicios como que es uno de los escasos ejemplos de mujeres dedicadas a las letras en la Edad Media, nunca fue escritora ni se conoce otro escrito además de sus memorias.

## Leonor en la literatura
- Es la protagonista de La valida, novela histórica de Vicenta María de Márquez de la Plata y Ferrandiz. Esta novela ganó el III premio Ateneo de Novela Histórica (2009, Sevilla).